# Sans issue (film, 2012)
Pour les articles homonymes, voir Sans issue.
Pour plus de détails, voir Fiche technique et Distribution.
Sans issue (The Cold Light of Day) est un thriller américain réalisé par Mabrouk El Mechri, sorti en 2012.

## Synopsis
Will Shaw est un touriste américain en vacances en Espagne avec sa famille. Ses proches se font enlever et il ne dispose que de quelques heures pour les sauver.

## Fiche technique
- Titre original : The Cold Light of Day
- Titre français : Sans issue
- Réalisation : Mabrouk El Mechri
- Scénario : Scott Wiper et John Petro
- Direction artistique : Alejandro Fernández
- Décors : Benjamín Fernández
- Costumes : Bina Daigeler
- Photographie : Remi Adefarasin
- Montage : Valerio Bonelli
- Musique : Lucas Vidal
- Production : Marc D. Evans et Trevor Macy
- Sociétés de production : Intrepid Pictures
- Sociétés de distribution : Les Films Séville (Canada), SND (France), Summit Entertainment (États-Unis)
- Emplacement: Espagne, Teulada-Moraira, Javea, Madrid
- Pays d'origine : États-Unis
- Langue originale : anglais
- Format : couleur – 2,35:1 CinemaScope – 35 mm – son Dolby Digital
- Genre : thriller
- Budget : 20 millions $
- Durée : 93 minutes
- Dates de sortie[1] :
  -  Belgique,  France : 2 mai 2012
  -  Canada,  États-Unis : 7 septembre 2012

## Distribution
- Henry Cavill (V. F. : Stéphane Pouplard) : Will Shaw
- Sigourney Weaver (V. F. : Tania Torrens) : Jean Carrack
- Bruce Willis (V. F. : Patrick Poivey) : Martin Shaw
- Verónica Echegui (V. F. : Anne-Sophie Suarez) : Lucia
- Caroline Goodall (V. F. : Martine Irzenski) : Laurie Shaw
- Jim Piddock (V. F. : Lionel Tua) : Meckler
- Óscar Jaenada (V. F. : Pierre-François Pistorio) : Maximo
- Rafi Gavron (V. F. : Alexandre Gillet) : Josh Shaw
- Shira Scott : Sally
- Joseph Mawle (V. F. : Emmanuel Karsen) : Gorman
- Roschdy Zem (V. F. ; V. Q. : lui-même) : Zahir
- Emma Hamilton (V. F. : Élisa Bourreau) : Dara
- Colm Meaney (V. F. : Richard Leblond) : Bandley

Source et légende : Version française (V. F.), et Version québécoise (V. Q.)

## Production
Le réalisateur français Mabrouk El Mechri signe son premier film américain.